# Visma Arena
Visma Arena (antes chamado Myresjöhus Arena (2012-2020); internacionalmente chamado Växjö Arena) é um estádio de futebol localizado na cidade de Växjö, na Suécia.
Foi construído em 2011, e inaugurado em 2012.

Tem capacidade para 12 000 pessoas, e recebe os jogos dos clubes Östers IF e Växjö DFF.

## Eventos
- Campeonato Europeu de Futebol Feminino de 2013